# Olympische Sommerspiele 1996/Teilnehmer (São Tomé und Príncipe)
| Gelbes Symbol für Goldmedaillen mit stilisierten Olympischen Ringen | Graues Symbol für Silbermedaillen mit stilisierten Olympischen Ringen | Braundes Symbol für Bronzemedaillen mit stilisierten Olympischen Ringen |
| ------------------------------------------------------------------- | --------------------------------------------------------------------- | ----------------------------------------------------------------------- |
| —                                                                   | —                                                                     | —                                                                       |

Der Inselstaat São Tomé und Príncipe nahm bei den Olympischen Sommerspielen 1996 in Atlanta zum ersten Mal an Olympischen Sommerspielen teil. Die Delegation umfasste zwei Athleten.

## Teilnehmer nach Sportarten

### Leichtathletik
- Odair Baia
Männer, 100 m: in der 1. Runde ausgeschieden (11,05 s)
- Sortelina Pires
Frauen, 100 m: in der 1. Runde ausgeschieden (13,31 s)